# アリアンツ・パルケ
アリアンツ・パルケ（Allianz Parque）はブラジル・サンパウロにある、各種ショー、コンサート、企業イベント、そして主にSEパルメイラスの試合を開催するために建設された多目的アリーナ。アレナ・パレストラ・イタリア、もしくはアレナ・パルメイラスと呼ばれることもある。
2010年に老朽化した、旧エスタジオ・パレストラ・イタリアを解体して、同じ場所に建てられた。命名権はドイツの保険会社アリアンツが取得。コパ・リベルタドーレスなど、国際大会の際はアレナ・パレストラ・イタリアと呼ばれることになる。
なお、「Allianz Parque」を「アリアンツ・パルケ」と呼んでいるのは、ポルトガル語を慣例的な読み方で取り入れる日本の呼び方であり、ブラジルでは主に「アリアンス・パルキ」と発音する。
ブラジル国内で最も近代的な多目的スペースを持つスタジアムであり、2010年に建設を開始し、2014年11月に完成した。アリアンツ・パルケの最初の公式戦は、2014年11月19日のカンピオナート・ブラジレイロ・セリエA・ラウンド35、 パルメイラス対スポルチ・レシフェであり、スコアは0-2でスポルチが勝利している。この試合は、35,939人の観客動員数があった。
会場での最初のショーは、2014年11月25日と26日に公演したポール・マッカートニーのショーであった。その他、アリーナは、これまでに以下のようなビッグネームをホストしている。ロッド・スチュワート、エルトン・ジョン、ジェームズ・テイラー、アンドレア・ボチェッリ、ディープ・パープル、アイアン・メイデン、ガンズ・アンド・ローゼズ、エアロスミス、コールドプレイ、ミューズ、マルーン5、ジャスティン・ビーバー、TWICEなどなど。
2020年シーズンからは人工芝に張り替えられた。